# غيلبرت بالانتين
غيلبرت بالانتين (بالهولندية: Gilbert Ballantine)‏ هو لاعب كاراتيه هولندي، ولد في 14 مارس 1961 في باراماريبو في سورينام.